# Boréalis, centre d'histoire de l'industrie papetière
Boréalis, centre d’histoire de l’industrie papetière est un musée situé à Trois-Rivières consacré à l'histoire de l'industrie papetière. Le musée est situé sur le site de usine de filtration de la Canadian International Paper Company (CIP), qui a été constitué site du patrimoine en 2007. Il met aussi en valeur l'événement historique national (en) de l'industrie des pâtes et papiers du Québec, qui a été désigné en 2005.

## Histoire

### Trois-Rivières et l'industrie papetière

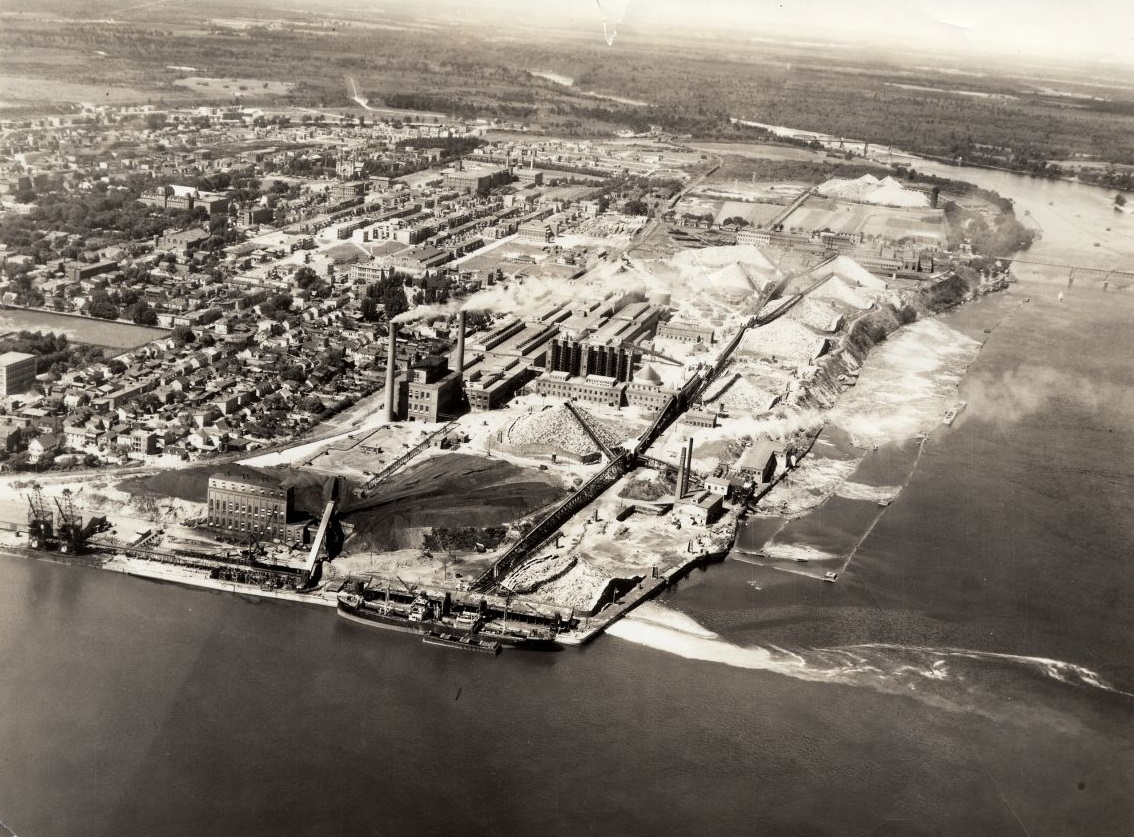
L'usine de la Canadian International Paper en 1930.

Dès le XVIIIe siècle, plusieurs scieries exploitent les vastes ressources forestières de la région et se sont installées autour de Trois-Rivières, avantagées par la situation géographique de la ville au confluent du fleuve Saint-Laurent et de la rivière Saint-Maurice. La fin du Blocus continental en Europe diminue les besoins de l'Angleterre pour le bois canadien qui trouvent maintenant un débouché comme matériau de construction pour les États-Unis. Au XIXe siècle l'augmentation de la demande de papier et le remplacement graduelle de la fibre textile par la pâte de bois pour sa fabrication augmentent l'intérêt pour les vastes ressources forestières du Québec. Le réseau hydrographique de la Mauricie, qui permet le transport de la ressource et la production d'électricité, ainsi que la présence de nombreuses scieries favorisent alors l'implantation de l'industrie papetière à Trois-Rivières.
En 1926 le Canada devient le plus important producteur de papier au monde et Trois-Rivières devient la capitale mondiale du papier grâce à la présence de la plus grosse usine de production de papier au monde appartenant à la Canadian International Paper (CIP). L'économie et la démographie de la ville sont profondément transformées par la présence de l'industrie papetière jusqu'au déclin de celle-ci. L'usine de la CIP est désignée lieu historique national du Canada en 1991, mais l'édifice est démoli en 2001. Son importance historique pour le Canada et la place Trois-Rivières dans son développement sont soulignées par la désignation au titre d'« Événement historique national de l'industrie des pâtes et papiers du Québec » le 28 novembre 2005. Finalement en 2007, les derniers bâtiments industriels présents sur le site, en particulier l'usine de filtration d'eau de la CIP, sont cités site patrimonial par la ville de Trois-Rivières sous la dénomination de « Site du patrimoine de l'usine de filtration de la Canadian International Paper ».

### Projet de musée d'histoire de l'industrie papetière
Le projet du musée s'inscrit dans la suite des désignations officielles de l'industrie des pâtes et papiers au Canada comme événement historique national (en) en 2005 et du site patrimonial industriel de la Canadian International Paper de Trois-Rivières comme bien culturel du Québec en 2007.

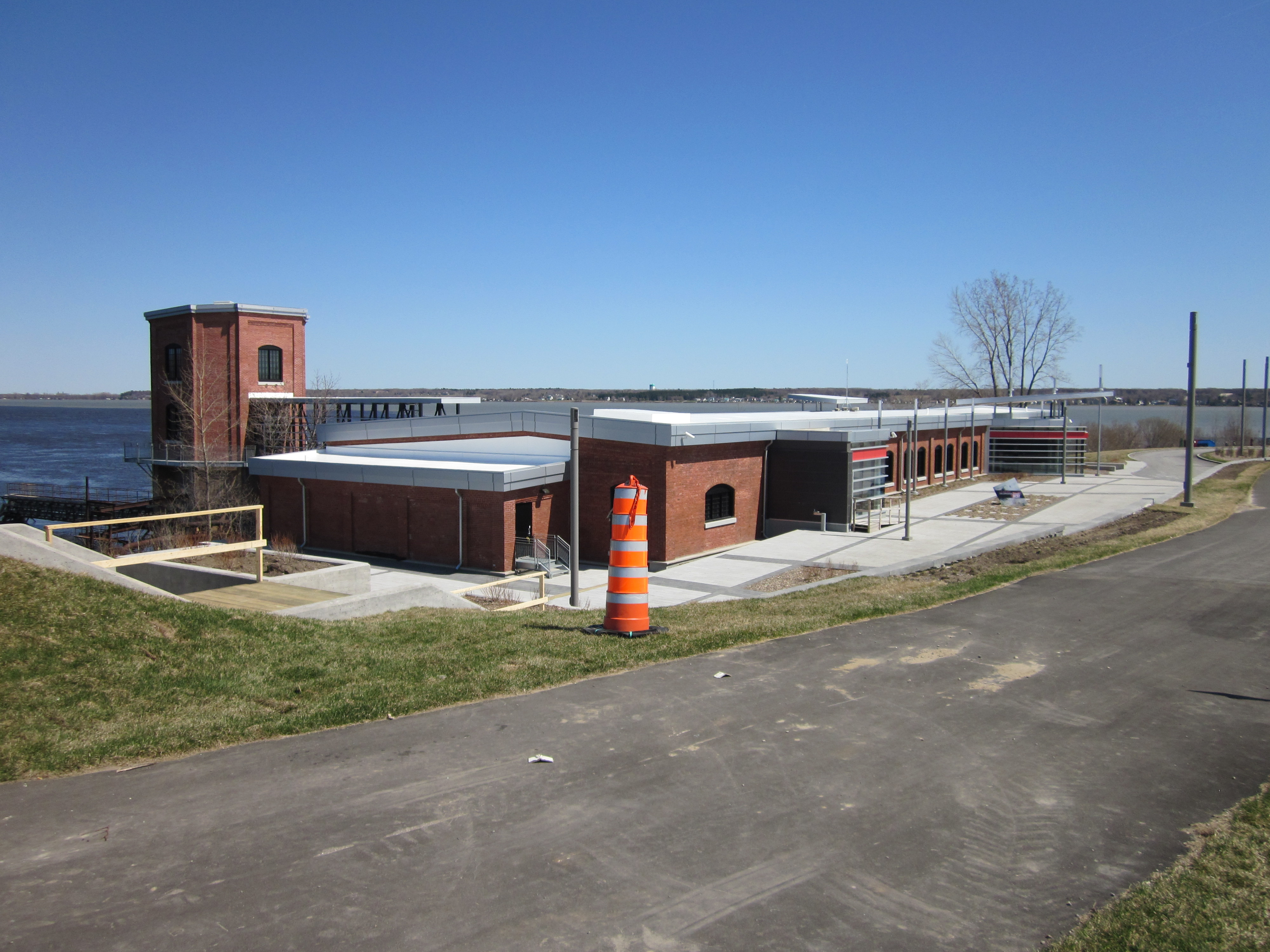
Le musée Boréalis, situé au site du patrimoine de l'usine de filtration de la Canadian International Paper, constitué en 2007.
Emblème du Musée Boréalis.